# Sergio Rossi (politico 1925-2015)
Sergio Rossi (Carpi, 19 febbraio 1925 – Modena, 27 maggio 2015) è stato un politico italiano.
Partigiano comunista durante la seconda guerra mondiale, fu dirigente del Partito comunista a Carpi e Modena. Dopo essere stato eletto consigliere provinciale della CGIL, dal 1949 al 1952 fu nominato presidente di Confederterra.
Già dirigente della Lega delle cooperative di Modena, fu nominato vicepresidente e assessore provinciale allo sviluppo economico (1963-1965) e programmazione (1965-1966) e in seguito eletto presidente dell'amministrazione provinciale dal 1966 al 1973. In seguito fu nuovamente funzionario della federazione modenese del Partito comunsta. 
In seguito venne nominato presidente dell'Azienda regionale delle foreste e dell'Istituto storico della Resistenza e dell'ANPI, trascorrendo gli ultimi anni a raccontare agli studenti delle scuole modenesi la sua esperienza partigiana.